# Umberto Maglioli

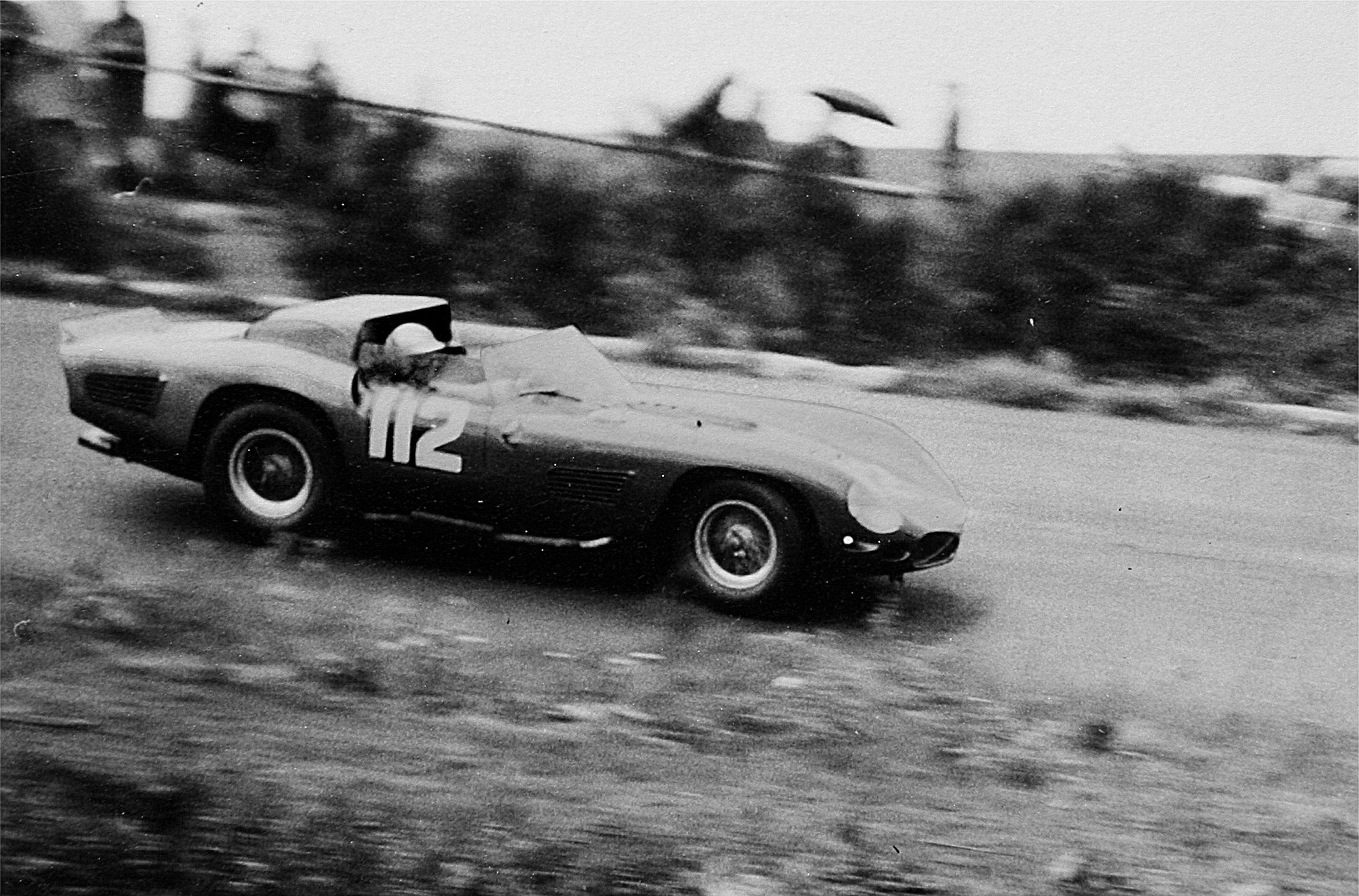
Umberto Maglioli körde Nürburgring 1000 km i en Ferrari 250 TRI med Carlo Abate 1963.

Umberto Maglioli, född 5 juni 1928 i Bioglio, Vercelli, död 7 februari 1999 i Monza, var en italiensk racerförare.

## Racingkarriär
Maglioli deltog i tio Formel 1-lopp mellan 1953 och 1957, med två tredjeplatser som bästa resultat.
Maglioli körde även sportvagnsracing och vann Carrera Panamericana 1954.

## F1-karriär
| Säsong | Stall/Tillverkare                         | Poäng | Placering |
| ------ | ----------------------------------------- | ----- | --------- |
| 1953   | Scuderia Ferrari                          | 0     | -         |
| 1954   | Scuderia Ferrari                          | 2     | 18        |
| 1955   | Scuderia Ferrari                          | 2     | 21        |
| 1956   | Scuderia Guastalla (Maserati) Maserati F1 | 0     | -         |
| 1957   | Porsche                                   | 0     | -         |

### Trea i F1-lopp
1. Italien 1954
2. Argentina 1955